# Tingsten
Tingsten är en svensk släkt från Jönköpings län.
Äldsta stamfader är bonden Måns Nilsson († 1789) i Borsebo, Ingatorps socken, vars son korpral Peter Månsson Tingsten (1772-1851) antog släktnamnet 1791 då han blev soldat nr 10 på Tingstad i Edhult. Till släkten hör statsrådet Lars Tingsten (1857-1937) och statsvetaren och publicisten Herbert Tingsten (1896-1973).